# Darracq V8
La V8 è un'autovettura sportiva prodotta nel 1905 dalla Casa automobilistica francese Darracq.

## Storia
La realizzazione di questa enorme vettura da competizione va fatta risalire alla precedente Type MM, un'altra Darracq da competizione dotata di un enorme motore a 4 cilindri di ben 11.259 cm³. Tale vettura, della potenza massima di 100 CV, collezionò alcuni importanti successi, come il record di velocità di 168,188 km/h, una velocità elevatissima all'epoca.

La Type MM raccolse però anche non pochi insuccessi.
Alcuni tecnici e capi collaudatori della Darracq, tra cui Victor Hemery e Victor Demogeot, si convinsero che per avere un'automobile da dedicare al raggiungimento di record di velocità pura, occorreva prendere due motori della Type MM e fonderli insieme in un unico motore.

Iniziarono così i lavori per la realizzazione di questa nuova vettura.

I problemi però arrivarono dai regolamenti, i quali stabilivano dei limiti di peso per le vetture dedite a queste competizioni.

E la nuova vettura superava questi limiti perché due enormi motori come quelli della Type MM mesi in fila a formare un 8 cilindri in linea richiedevano un cofano più lungo e quindi un corpo vettura risultante più grande e pesante.

L'unica soluzione era di creare quindi un enorme V8, che riducesse drasticamente gli ingombri all'interno del cofano motore. Questo motore fu il frutto dell'accoppiamento di due motori della Type MM, che avevano in comune un unico albero motore. Tra l'altro ci si accorse che il risparmio di peso derivò anche dall'utilizzo di un unico albero motore anziché due.

Si scelse inoltre di rialesare i cilindri e si arrivò ad ottenere un motore superquadro, da 170 mm di alesaggio e 140 mm di corsa.

La cilindrata finale era di 25422 cm³ ed arrivava ad erogare una potenza massima di 200 CV

La vettura fu terminata nel mese di dicembre del 1905 e fu immediatamente fatta esaminare da una squadra di ispezione, sotto gli occhi dei due tecnici Hemery e Demogeot.

Poco dopo, la vettura fu utilizzata per battere nuovamente il record stabilito poco tempo prima dalla Type MM.
Il risultato fu notevole: la Darracq V8 raggiunse i 176,420 km/h superando il precedente record.

In seguito, la V8 migliorò ulteriormente i suoi record, arrivando a 186,19 km/h.

Ma il carattere difficile e litigioso di Victor Hemery lo portò ad avere sempre più frequenti diverbi sia all'interno della Casa francese, sia con le autorità sportive. Ciò avvenne sempre più spesso, finché la Darracq non si vide costretta a licenziarlo.

Alla guida della Darracq V8 salì quindi Louis Chevrolet, il quale riuscì a stabilire un nuovo record pari a 189,98 km/h.

Poco dopo, anche Marriott, sempre alla guida di una V8, riuscì a migliorare ulteriormente tale record, portandolo a 196,22 km/h.

Ed ancora, Demogeot portò tale record alla quota di oltre 197 km/h.
In tempi più recenti, un esemplare della V8 è stato completamente ricostruito in occasione del centenario del suo primo record.